# Lyndon Rush
Lyndon Rush (Saskatoon, 24 de noviembre de 1980) es un deportista canadiense que compitió en bobsleigh en las modalidades doble y cuádruple. 
Participó en dos Juegos Olímpicos de Invierno, en los años 2010 y 2014, obteniendo una medalla de bronce en Vancouver 2010, en la prueba cuádruple (junto con Chris Le Bihan, David Bissett y Lascelles Brown).
Ganó cuatro medallas en el Campeonato Mundial de Bobsleigh entre los años 2008 y 2013.

## Palmarés internacional
| Juegos Olímpicos   | Juegos Olímpicos             | Juegos Olímpicos  | Juegos Olímpicos |
| Año                | Lugar                        | Medalla           | Prueba           |
| ------------------ | ---------------------------- | ----------------- | ---------------- |
| 2010               | Vancouver (Canadá)           | Medalla de bronce | Cuádruple        |
| Campeonato Mundial |                              |                   |                  |
| Año                | Lugar                        | Medalla           | Prueba           |
| 2008               | Altenberg (Alemania)         | Medalla de plata  | Equipo           |
| 2011               | Königssee (Alemania)         | Medalla de bronce | Equipo           |
| 2012               | Lake Placid (Estados Unidos) | Medalla de plata  | Doble            |
| 2013               | Sankt Moritz (Suiza)         | Medalla de bronce | Equipo           |